# Franz Xaver Stähle
Franz Xaver Stähle (* 1752/1753; † 14. März 1817) war ein schwäbischer Maler. Das Geburtsdatum Stähles ist unbekannt. Teilweise wird als Geburtstag der 28. Januar 1753, das Jahr 1752 oder auch der 28. Juni 1783 angenommen. Das letztgenannte Datum gilt allerdings als äußerst unwahrscheinlich, da mehrere Bilder von ihm in früherer Zeit belegt sind. Auch der Geburtsort variiert. So sind die Orte Eisenburg, Amendingen und Krumbach in der Forschung vorhanden. Am wahrscheinlichsten jedoch dürfte Eisenburg der Geburtsort Franz Xaver Stähles sein, wie es im Stadtarchiv Memmingens hinterlegt ist.
Am 20. November 1782 heiratete Franz Xaver Stähle Maria Anna Fröschle, die Witwe des im selben Jahr verstorbenen Jakob Fröschle. Auch die drei Kinder Jakob Fröschles, Johannes, Pius und Maria Barbara wurden in den Haushalt aufgenommen, wodurch die beiden Söhne vermutlich auch das Malerhandwerk erlernten. Seine Frau starb im Jahre 1807 im Alter von 67 Jahren. Er selbst starb am 14. März 1817 in Krumbach.

## Werke

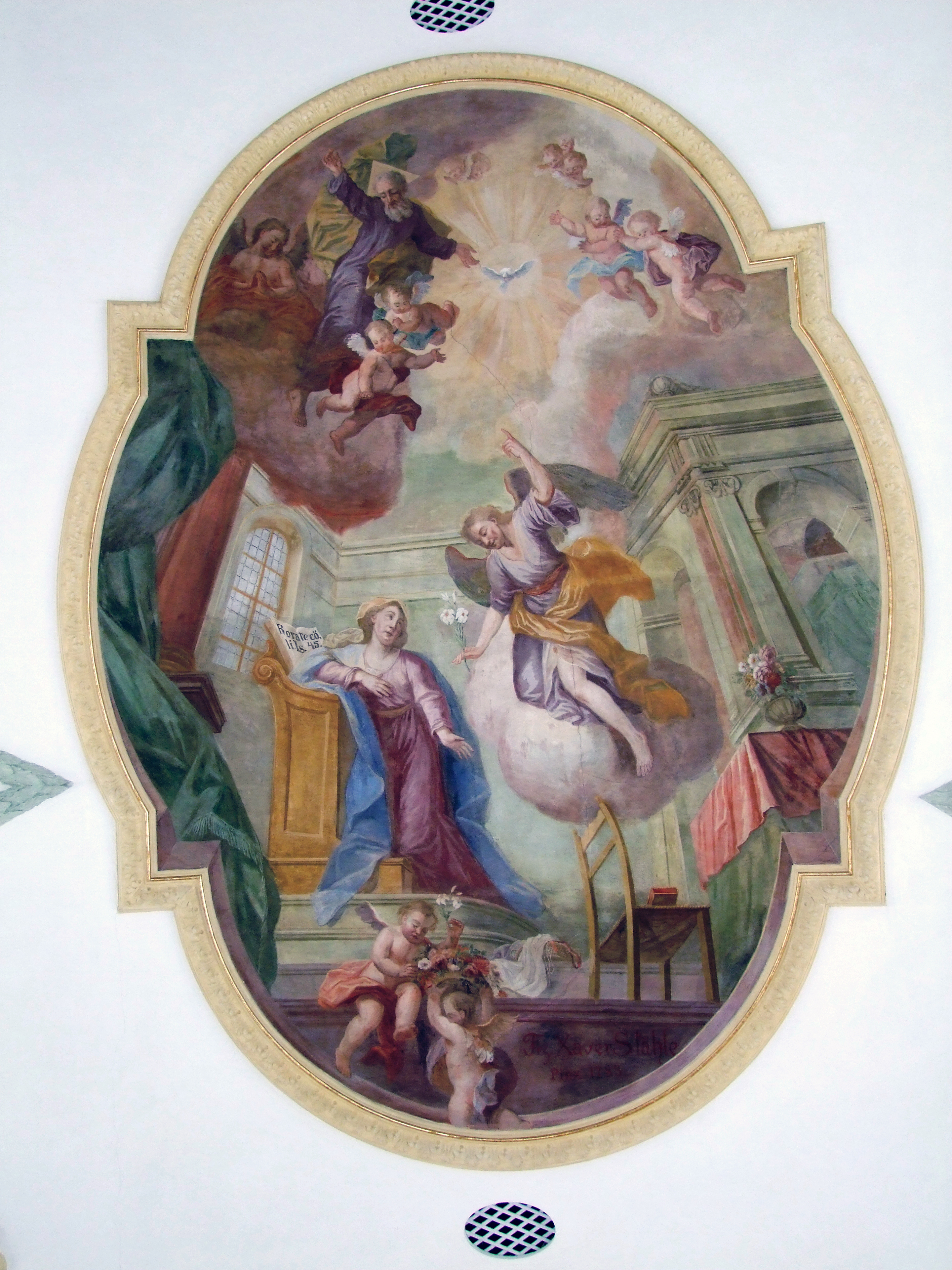
Deckenfresko von Franz Xaver Stähle in der Pfarrkirche Mariä Himmelfahrt in Illerbeuren (1783)

- 1779: Bildnis der Anna Katharina Bilgram, Stadtmuseum Memmingen
- 1783: Fresken der Pfarrkirche Mariä Himmelfahrt in Illerbeuren bei Memmingen
- 1783/84: Altarblätter in der Pfarrkirche St. Leonhard in Billenhausen bei Krumbach
- 1786: Zwei unbekannte Personen, Mittelschwäbisches Heimatmuseum in Krumbach